# Judit Plá
Judith Plá Roig (ur. 2 maja 1978 w Barcelonie) – hiszpańska lekkoatletka specjalizująca się w biegach długodystansowych, uczestniczka igrzysk olimpijskich w Londynie.

## Igrzyska olimpijskie
Wzięła udział w biegu na 5000 metrów podczas igrzysk olimpijskich w 2012 roku. Uzyskała czas 15.20.39, który zapewnił jej 12. miejsce w eliminacjach niepremiujące jej do kolejnego etapu.